# Elisabetta d'Assia (1503-1563)
Elisabetta d'Assia (4 marzo 1503 – Lauingen, 4 gennaio 1563) era figlia di Guglielmo I, (1466–1515), Langravio dell'Assia inferiore (dal 1471 al 1493) e di Anna di Braunschweig-Wolfenbüttel (1460–1520).

## Biografia
Elisabetta d'Assia è stata principessa del Langraviato d'Assia dalla nascita per proprio diritto e, per matrimonio, Contessa Palatina di Zweibrücken e successivamente Contessa Palatina di Simmern.
Elisabetta era la più giovane dei cinque figli del Langravio d'Assia Guglielmo I (1466–1515), dal suo matrimonio con Anna di Brunswick-Wolfenbüttel (1460–1520), figlia del Duca Guglielmo II di Brunswick-Wolfenbüttel. Elisabetta è stata educata come Protestante. Nel 1518, fu rapita dal Langravio Filippo I d'Assia, che aveva appena raggiunto la maggiore età, per evitare un matrimonio che sua madre Anna aveva programmato, ma al quale Elisabetta si era opposta.
Sposò il 10 settembre 1525 a Kassel, il Conte Palatino e Duca Luigi II del Palatinato-Zweibrücken (1502–1532). Questo matrimonio di una principessa incline alla Riforma con un parente stretto di Filippo I d'Assia il Magnanimo, il più grande promotore della Riforma, ha dato un notevole impulso alla Riforma nel Ducato di Zweibrücken. Il matrimonio era stato pianificato per la primavera del 1525, ma fu ostacolato dallo scoppio della guerra dei contadini tedeschi.  Elisabetta era considerato estremamente pia, affabile e benevola. Ha usato la sua proprietà in modo considerevole per risarcire le vittime della rivolta contadina nel Ducato. Dopo la morte prematura del marito, l'imperatore Ferdinando I nominò Elisabetta e il Conte Palatino Rupert di Veldenz come reggenti comuni per il suo giovane figlio.
Il 9 gennaio 1541, Elisabetta sposò il suo secondo marito, Conte Palatino Giorgio di Simmern (1518–1569). Fornì un significativo contributo al marito Giorgio quando insieme riuscirono ad imporre la Riforma protestante a Simmern.

## Discendenza
Dal suo primo matrimonio con Luigi II di Zweibrücken ebbe due figli:
- Volfango (1526–1569), Conte Palatino del Palatinato-Zweibrücken, sposatosi nel 1545 con Anna d'Assia (1529–1591)
- Cristina (1528–1534)

Dal suo secondo matrimonio con Giorgio di Simmern-Sponheim ebbe un figlio:
- Giovanni (1541–1562)

## Ascendenza
|                                          |                                           |                                         | Genitori                                         |  |  | Nonni |  |  | Bisnonni                   |  |  | Trisnonni                     |  |
|                                          |                                           |                                         |                                                  |  |  |       |  |  | Luigi I, langravio d'Assia |  |  | Ermanno II, langravio d'Assia |  |
|                                          |                                           |                                         |                                                  |  |  |       |  |  | Luigi I, langravio d'Assia |  |  | Ermanno II, langravio d'Assia |  |
|                                          |                                           | Margherita di Norimberga                |                                                  |  |  |       |  |  | Luigi I, langravio d'Assia |  |  |                               |  |
| Ludovico II, langravio d'Assia           |                                           |                                         |                                                  |  |  |       |  |  | Luigi I, langravio d'Assia |  |  |                               |  |
|                                          |                                           | Anna di Sassonia                        | Federico I, principe elettore di Sassonia]       |  |  |       |  |  |                            |  |  |                               |  |
|                                          |                                           | Anna di Sassonia                        | Federico I, principe elettore di Sassonia]       |  |  |       |  |  |                            |  |  |                               |  |
|                                          |                                           | Anna di Sassonia                        | Caterina di Brunswick-Lüneburg                   |  |  |       |  |  |                            |  |  |                               |  |
| Guglielmo I, langravio d'Assia           |                                           | Anna di Sassonia                        |                                                  |  |  |       |  |  |                            |  |  |                               |  |
|                                          |                                           | Ludovico I, conte di Württemberg-Urach  | Eberardo IV, conte di Württemberg                |  |  |       |  |  |                            |  |  |                               |  |
|                                          |                                           | Ludovico I, conte di Württemberg-Urach  | Eberardo IV, conte di Württemberg                |  |  |       |  |  |                            |  |  |                               |  |
|                                          |                                           | Ludovico I, conte di Württemberg-Urach  | Enrichetta, contessa di Mömpelgard               |  |  |       |  |  |                            |  |  |                               |  |
| Matilde di Württemberg-Urach             |                                           | Ludovico I, conte di Württemberg-Urach  |                                                  |  |  |       |  |  |                            |  |  |                               |  |
|                                          |                                           | Matilde del Palatinato                  | Ludovico III, elettore e Conte palatino del Reno |  |  |       |  |  |                            |  |  |                               |  |
|                                          |                                           | Matilde del Palatinato                  | Ludovico III, elettore e Conte palatino del Reno |  |  |       |  |  |                            |  |  |                               |  |
|                                          |                                           | Matilde del Palatinato                  | Matilde di Savoia-Acaia                          |  |  |       |  |  |                            |  |  |                               |  |
| Elisabetta d'Assia                       |                                           | Matilde del Palatinato                  |                                                  |  |  |       |  |  |                            |  |  |                               |  |
|                                          | Guglielmo III, duca di Brunswick-Lüneburg | Enrico, duca di Brunswick-Lüneburg      |                                                  |  |  |       |  |  |                            |  |  |                               |  |
|                                          | Guglielmo III, duca di Brunswick-Lüneburg | Enrico, duca di Brunswick-Lüneburg      |                                                  |  |  |       |  |  |                            |  |  |                               |  |
|                                          | Guglielmo III, duca di Brunswick-Lüneburg | Sofia di Pomerania-Wolgast              |                                                  |  |  |       |  |  |                            |  |  |                               |  |
| Guglielmo IV, duca di Brunswick-Lüneburg | Guglielmo III, duca di Brunswick-Lüneburg |                                         |                                                  |  |  |       |  |  |                            |  |  |                               |  |
|                                          |                                           | Cecilia di Brandeburgo                  | Federico I, principe elettore di Brandeburgo     |  |  |       |  |  |                            |  |  |                               |  |
|                                          |                                           | Cecilia di Brandeburgo                  | Federico I, principe elettore di Brandeburgo     |  |  |       |  |  |                            |  |  |                               |  |
|                                          |                                           | Cecilia di Brandeburgo                  | Elisabetta di Baviera-Landshut                   |  |  |       |  |  |                            |  |  |                               |  |
| Anna di Brunswick-Lüneburg               |                                           | Cecilia di Brandeburgo                  |                                                  |  |  |       |  |  |                            |  |  |                               |  |
|                                          |                                           | Bodo VII, conte di Stolberg-Wernigerode | Enrico, conte di Stolberg                        |  |  |       |  |  |                            |  |  |                               |  |
|                                          |                                           | Bodo VII, conte di Stolberg-Wernigerode | Enrico, conte di Stolberg                        |  |  |       |  |  |                            |  |  |                               |  |
|                                          |                                           | Bodo VII, conte di Stolberg-Wernigerode | Elisabetta di Mansfeld                           |  |  |       |  |  |                            |  |  |                               |  |
| Elisabetta di Stolberg-Wernigerode       |                                           | Bodo VII, conte di Stolberg-Wernigerode |                                                  |  |  |       |  |  |                            |  |  |                               |  |
|                                          |                                           | Anna di Schwarzburg-Sondershausen       | Enrico XXIV, conte di Schwarzburg-Sondershausen  |  |  |       |  |  |                            |  |  |                               |  |
|                                          |                                           | Anna di Schwarzburg-Sondershausen       | Enrico XXIV, conte di Schwarzburg-Sondershausen  |  |  |       |  |  |                            |  |  |                               |  |
|                                          |                                           | Anna di Schwarzburg-Sondershausen       | Caterina di Brunswick-Wolfenbüttel               |  |  |       |  |  |                            |  |  |                               |  |
|                                          |                                           | Anna di Schwarzburg-Sondershausen       |                                                  |  |  |       |  |  |                            |  |  |                               |  |